# Амрісвіль
Амрісвіль (нім. Amriswil) — місто  в Швейцарії в кантоні Тургау, округ Арбон.

## Географія
Місто розташоване на відстані близько 155 км на північний схід від Берна, 31 км на схід від Фрауенфельда.
Амрісвіль має площу 19 км², з яких на 20,5% дозволяється будівництво (житлове та будівництво доріг), 66,1% використовуються в сільськогосподарських цілях, 13% зайнято лісами, 0,4% не є продуктивними (річки, льодовики або гори).

## Демографія
2019 року в місті мешкало 13 816 осіб (+12,8% порівняно з 2010 роком), іноземців було 32,5%. Густота населення становила 726 осіб/км².
За віковим діапазоном населення розподілялося таким чином: 20,7% — особи молодші 20 років, 62,4% — особи у віці 20—64 років, 16,9% — особи у віці 65 років та старші. Було 5984 помешкань (у середньому 2,3 особи в помешканні).
Із загальної кількості 6048 працюючих 209 було зайнятих в первинному секторі, 1884 — в обробній промисловості, 3955 — в галузі послуг.